# Вибель, Август
Август Вильгельм Эберхард Кристоф Вибель (нем. August Wilhelm Eberhard Christoph Wibel; 1775—1813) — немецкий ботаник и врач.

## Биография
Кристоф Вибель родился 1 августа 1775 года в городе Эрнсбах неподалёку от Эрингена. С 1797 года учился на врача в Йенском университете, в том же году получил степень доктора медицины за работу по флоре окрестностей города Вертхайм. С 1799 года Вибель работал врачом в Вертхайме. В 1799 году также издал книгу, посвящённую флоре Вертхайма и долины реки Таубер. Август Вильгельм Эберхард Кристоф умер 25 декабря 1813 года от тифа в возрасте 38 лет в русском военном госпитале в Вертхайме.
Гербарные образцы, собранные Вибелем, хранятся в нескольких немецких гербариях — в Гёттингенском университете (GOET), в Йенском университете (JE). Некоторые образцы мхов находятся в Хельсинкском университете (H).

## Некоторые научные работы
- Wibel, A.W.E.C. (1797). Dissertatio primitiarum florae werthemensis. 40 p.
- Wibel, A.W.E.C. (1799). Primitiae florae werthemensis. 372 p.
- Wibel, A.W.E.C. (1800). Beyträge zur Beförderung der Pflanzenkunde. 116 p.

## Роды, названные в честь А. В. Э. К. Вибеля
- Wibelia G.Gaertn., B.Mey. & Scherb., 1801 [syn.  Crepis L., 1753]
- Wibelia Bernh., 1801, nom. illeg. [syn.  Humata Cav., 1802]
- Wibelia Pers., 1805, nom. illeg. [syn.  Paypayrola Aubl., 1775]